# Cristian Chivu
Cristian Eugen Chivu (IPA: /kristiˈan ˈkivu/), född 26 oktober 1980 i Reșița, är en rumänsk före detta fotbollsspelare. Från säsongen 2007/2008 spelade han i Inter efter att ha skrivit på ett fyraårskontrakt med Milanoklubben. Han växte ut till en av Europas främsta mittbackar. Han förde inte bara sina klubblag till framgång utan även Rumäniens landslag.
Chivu har även spelat i Rumäniens landslag, bland annat i EM 2000, och har även agerat lagkapten.

## Klubbar
- CSM Reșița
- Universitatea Craiova
- AFC Ajax
- AS Roma
- FC Internazionale